# چاندار (باشقیرستان)
چاندار (انگلیسی: Chandar, Republic of Bashkortostan) یک شهرک در شهرستان نوریمانوفسکی استان باشقیرستان کشور روسیه است.